# Encephalartos
Encephalartos — рід голонасінних рослин родини замієві (Zamiaceae).
Етимологія: грец. ἐν — «в» грец. κεφαλος — «голова» і грец. άρτος — «хліб», що стосується борошна, отриманого зі стовбура деяких видів роду.

## Опис
Ці дводомні пальмоподібні чагарники мають циліндричні стебла із зазвичай великою кількістю листя і стійкими основами листя. Стовбур у деяких видів знаходиться під землею. Листки різної довжини від 60 см до 6 метрів, сіро-блакитні, яскраво-зелені або темно-зелені. Листки перисті, розташовані по спіралі, що чергуються з катафілами, нижні фрагменти часто зводиться до шипів. Листя запушене, принаймні, коли молоде. Жіночі шишки можуть бути поодинокими або зустрічаються в кластерах; яйцеподібні, досягають у певних видів до 80 см в довжину. чоловічі шишки зазвичай більш численні циліндрично-веретеноподібної форми. Насіння від майже кулястого до довгастого або еліптичного, з червоною, жовтою, помаранчевою або коричневою м'ясистою саркотестою.
Найбільший вид, E. laurentianus росте до висоти (або довжини, бо часто стелеться) 15 м і діаметром 1 м, що робить його найбільшим за об'ємом усіх саговникоподібних. Крім того, вид часто росте в згустках.

## Поширення
Усі види ростуть у субсахарній Африці й більшість знаходиться під загрозою зникнення. Види в Центральній Африці, як правило, більш великі і більш могутні, але в той же час найбільш важкодоступні. Через це багато з них досі мало відомі й вивчені. Враховуючи широкий ареал розповсюдження, місця проживання цього виду дуже мінливі й коливаються від пустельних районів до районів саван і тропічних лісів, від рівня моря до висоти 2400 м.

## Види
1. Encephalartos aemulans Vorster
2. Encephalartos altensteinii Lehm.
3. Encephalartos aplanatus Vorster
4. Encephalartos arenarius R.A.Dyer
5. Encephalartos barteri Carruth. ex Miq
6. Encephalartos brevifoliolatus Vorster
7. Encephalartos bubalinus Melville
8. Encephalartos caffer (Thunb.) Lehm.
9. Encephalartos cerinus Lavranos & D.L.Goode
10. Encephalartos chimanimaniensis R.A.Dyer & I.Verd.
11. Encephalartos concinnus R.A.Dyer & I.Verd.
12. Encephalartos cupidus R.A.Dyer
13. Encephalartos cycadifolius (Jacq.) Lehm.
14. Encephalartos delucanus Malaisse, Sclavo & Crosiers
15. Encephalartos dolomiticus Lavranos & D.L.Goode
16. Encephalartos dyerianus Lavranos & D.L.Goode
17. Encephalartos equatorialis P.J.H.Hurter
18. Encephalartos eugene-maraisii I.Verd
19. Encephalartos ferox G.Bertol.
20. Encephalartos friderici-guilielmi Lehm.
21. Encephalartos ghellinckii Lem.
22. Encephalartos gratus Prain
23. Encephalartos heenanii R.A.Dyer
24. Encephalartos hildebrandtii A.Braun & C.D.Bouché
25. Encephalartos hirsutus P.J.H.Hurter
26. Encephalartos horridus (Jacq.) Lehm.
27. Encephalartos humilis I.Verd.
28. Encephalartos inopinus R.A.Dyer
29. Encephalartos ituriensis R.A.Dyer
30. Encephalartos kanga Pócs & Q.Luke
31. Encephalartos kisambo Faden & Beentje
32. Encephalartos laevifolius Stapf & Burtt Davy
33. Encephalartos lanatus Stapf & Burtt Davy
34. Encephalartos latifrons Lehm.
35. Encephalartos laurentianus De Wild.
36. Encephalartos lebomboensis I. Verd.
37. Encephalartos lehmannii Lehm.
38. Encephalartos longifolius (Jacq.) Lehm.
39. Encephalartos mackenziei L.E.Newton
40. Encephalartos macrostrobilus Scott Jones & J.Wynants
41. Encephalartos manikensis (Gilliland) Gilliland
42. Encephalartos marunguensis Devred
43. Encephalartos middelburgensis Vorster
44. Encephalartos msinganus Vorster
45. Encephalartos munchii R.A.Dyer & I.Verd.
46. Encephalartos natalensis R.A.Dyer & I.Verd.
47. Encephalartos ngoyanus I.Verd.
48. Encephalartos nubimontanus P.J.H.Hurter
49. Encephalartos paucidentatus Stapf & Burtt Davy
50. Encephalartos poggei Asch.
51. Encephalartos princeps R.A.Dyer
52. Encephalartos pterogonus R.A.Dyer & I.Verd.
53. Encephalartos relictus P.J.H. Hurter
54. Encephalartos schaijesii Malaisse, Sclavo & Crosiers
55. Encephalartos schmitzii Malaisse
56. Encephalartos sclavoi De Luca, D.W. Stev. & A. Moretti
57. Encephalartos senticosus Vorster
58. Encephalartos septentrionalis Schweinf.
59. Encephalartos tegulaneus Melville
60. Encephalartos transvenosus Stapf & Burtt Davy
61. Encephalartos trispinosus (Hook.) R.A.Dyer
62. Encephalartos turneri Lavranos & D.L.Goode
63. Encephalartos umbeluziensis R.A.Dyer
64. Encephalartos villosus Lem.
65. Encephalartos whitelockii P.J.H.Hurter
66. Encephalartos woodii Sander